# Raksha
In hindi, raksha è una parola di origine sanscrita che significa 'protezione'.
Raksha è uno spirito benefico a cui in India è dedicata la festa Rakshabandhan; in questa festa, le sorelle legano un laccio, chiamato rakhi, attorno alla vita dei loro fratelli, chiedendo loro di proteggerle, e i fratelli ricambiano presentando alle sorelle un dono e rinnovando il voto di proteggerle.